# Białkowo (Mazovia)
Białkowo [pronunciación en polaco: /bjau̯ˈkɔvɔ/] es un pueblo ubicado en el distrito administrativo de Gmina Radzanowo, dentro del Condado de Płock, Voivodato de Mazovia, en el este de Polonia central. Se encuentra aproximadamente a 6 kilómetros al suroeste de Radzanowo, a 11 kilómetros al este de Płock, y a 87 kilómetros al noroeste de Varsovia.